# Калихивај
Калихивај (енгл. Kalihiwai) насељено је место за статистичке потребе у америчкој савезној држави Хаваји. По попису становништва из 2010. у њему је живело 428 становника.

## Демографија
Према попису становништва из 2010. у граду је живело 428 становника, што је -289 (-40.3%) становника више него 2000. године.
| Група             | 2000.       | 2010.       |
| Белци             | 511 (71,3%) | 275 (64,3%) |
| Афроамериканци    | 2 (0,3%)    | 4 (0,9%)    |
| Азијати           | 74 (10,3%)  | 17 (4,0%)   |
| Хиспаноамериканци | 24 (3,3%)   | 28 (6,5%)   |
| Укупно            | 717         | 428         |